# Suchowola (powiat kielecki)
Suchowola – wieś w Polsce położona w województwie świętokrzyskim, w powiecie kieleckim, w gminie Chmielnik.
| SIMC    | Nazwa               | Rodzaj    |
| ------- | ------------------- | --------- |
| 0235329 | Podwesele           | część wsi |
| 0235335 | Prebenda            | część wsi |
| 0235341 | Przededwór          | kolonia   |
| 0235358 | Suchowola-Wapiennik | część wsi |

W latach 1975–1998 miejscowość należała administracyjnie do województwa kieleckiego.

## Historia
W 1827 roku wieś znajdowała się w powiecie stopnickim w gminie i parafii Chmielnik, wchodząc w skład folwarku Lubania. Dzięki pokładom wapienia w Suchowoli znajdowały się dwa piece wapienne oraz cegielnia, a sama wieś liczyła 30 domów i obejmowała 221 mórg pola.
W 1885 roku rozdzielono folwark Suchowola od Lubani, który liczył 416 mórg z czego:grunty orne i ogrody stanowiły 321 mórg, lasy 81 mórg, pastwiska 1 morga i nieużytki 13 mórg. W tym samym roku w Suchowoli znajdował się jeden dom murowany i 8 drewnianych a zamieszkiwało ją 41 osób.